# Liste der Stolpersteine in Braubach
Die Liste der Stolpersteine in Braubach enthält den Stolperstein, der von Gunter Demnig in Braubach verlegt wurde. Er soll an Karl Tremper erinnern, der in Braubach geboren wurde, seinen letzten bekannten Wohnsitz hatte, bevor er deportiert und als Opfer des Nationalsozialismus ermordet wurde.

## Liste der Stolpersteine
| Adresse                          | Verlegedatum  | NS-Opfer             | Inschrift | Bild                                                   | Kollektion |
| -------------------------------- | ------------- | -------------------- | --- | ------------------------------------------------------ | ---------- |
| Unteralleestraße 26 · Braubach · | 13. Nov. 2014 | Karl Tremper Jg 1898 | Hier wohnte Karl Tremper Jg. 1898 Arbeitsfähigkeit beschränkt verhaftet 2.3.1940 Sachsenhausen als ‘asozial’ eingestuft ermordet 17.5.1940 | Stolperstein Braubach Unteralleestraße 26 Karl Tremper |            |